# Castell d'Argentelles
La mansió, palau o castell d'Argentelles és una edificació defensiva situada a la comuna francesa de Villebadin, a la Normandia, França, classificat com a monument històric des d'octubre de 1966.
Va ser construït a la fi de l'edat mitjana, al segle xv, entre els anys 1414 i 1632, com a lloc avançat defensiu de la ciutat d'Exmes sota el ducat de Bretanya i ocupat per oficials anglesos. A partir de l'aplicació de l'Acta d'Unió de Bretanya l'any 1532 es va annexionar al regne francès; Enric IV va residir en ell durant l'any 1591.

## Arquitectura
El castell està format per una torre de defensa circular edificada sobre un terròs, envoltat per un fossat, annexat a la zona d'habitatge. L'any 1632 se li van afegir dues grans lluernes de pedra.